# 米亞卡城 (佛羅里達州)
米亞卡城（英語：Myakka City）是位於美國佛羅里達州馬納提縣的一個非建制地區。該地的面積和人口皆未知。

## 地理
米亞卡城的座標為27°20′59″N 82°09′41″W / 27.34972°N 82.16139°W，而該地的平均海拔高度為13米（即43英尺）。